# Liste der Schülerverbindungen in Solothurn
Diese Liste verzeichnet die derzeit aktiven farbentragenden Mittelschulverbindungen an der Kantonsschule Solothurn.

## Liste
Die Sortierung erfolgt nach Gründungsdatum.
| Name der Verbindung    | Gründung | Farben                  | Zirkel | Verband                         | Fechtfrage     | Mitglieder | Anmerkungen |
| ---------------------- | -------- | ----------------------- | ------ | ------------------------------- | -------------- | ---------- | ----------- |
| Wengia Solodorensis    | 1884     | grün-rot-grün           | --     | verbandsfrei                    | nichtschlagend | Männer     |             |
| Dornachia Solodorensis | 1895     | schwarz-silber-schwarz  | --     | verbandsfrei                    | nichtschlagend | Männer     |             |
| Amicitia Solodorensis  | 1907     | blau-weiss-rot          | --     | verbandsfrei                    | nichtschlagend | Männer     |             |
| Arion Solodorensis     | 1908     | blau-gold-blau          | --     | verbandsfrei                    | nichtschlagend | Männer     |             |
| Palatia Solodorensis   | 1955     | bordeauxrot-weiss-grün  | --     | Schweizerischer Studentenverein | nichtschlagend | gemischt   |             |
| Adrasteia Solodorensis | 2011     | violett-schwarz-violett | --     | verbandsfrei                    | nichtschlagend | Frauen     |             |